# 草川拓弥
草川拓彌（日语：／ Kusakawa Takuya，1994年11月24日—）是日本演员、模特、舞者。出生於东京都。隶属于星塵傳播制作部3部。音樂團體超特急的成员，擔任主舞者，團體內代表顏色為綠色。團體活動時使用另一个艺名TAKUYA。弟弟是ONE N' ONLY的NAOYA 。

## 略歷
- 2007年，上初一的他，在结束足球社团活动回家的路上，被现在的事務所的星探挖掘。
- 2008年，在《貧窮男子》中以演员身份出道。
- 从2010年起转入娱乐三部，並在7月加入EBiDAN。
- 2012年3月7日，發表並加入超特急，代替了退出的成员SHO[1] 。並在加入團體後才開始學習舞蹈。
- 2022年7月，在《歡迎光臨自助洗衣店》首次主演电视剧[2] 。
- 在團體內部分表演時擔任衣裝設計[3] 。

## 人物
- 专长是足球。
- 興趣是听音乐、游戏與攝影。是back number的粉絲。
- 與隸屬於同團體的成員小笠原海在中學時期認識，偶然進到同所高中，並在高中三年級時同班。
- 当时的同学有 ℃-ute的铃木爱理、演员松冈茉優、歌手家入里歐以及桃色幸運草Z的百田夏菜子。
- 圈中好友為同事務所團體DISH//的成员橘柊生與Da-ice的成員和田颯。

## 出演
※有關以超特急名義參與的活動，請參見相關項目。

### 电视剧
- 貧窮男子 第5集（2008年，日本電視台）- 飾演 一美的哥哥（童年）
- 大河剧（NHK）
  - 天地人 第34话（2009年8月23日） - 飾演 泉泽久秀次子 又次郎
  - 平清盛（2012年）- 飾演 平宗盛（少年时期）
- 彩虹閃耀夏之戀 第1集（2010年7月19日，富士電視台）- 飾演 楠大貴（中學時期）
- 新娘暖簾（2010年 / 2011年 / 2014年 / 2015年，富士電視台）- 飾演 神樂翔太
- 借王2～命运的报应～（日语：借王）（2011年， WOWOW）
- 剧集W 深追（2011年3月20日，WOWOW）
- 高中生餐厅（2011年5月7日 - 7月2日，日本電視台） - 飾演 宮下剛
- 超人力霸王銀河（2013年7月10日 - 12月18日，東京電視台）- 飾演 一条寺友也
- 超人力霸王銀河S（2014年7月15日，12月23日，東京電視台）- 飾演 一条寺友也
- 哥哥太愛我了怎麼辦（日语：兄に愛されすぎて困ってます）（2017年4月13日 - 5月11日，日本電視台）- 飾演 美丘千秋
- 房仲女王回來了（2017年5月26日，日本電視台）- 飾演 鍵村洋一
  - 房仲女王 你家是我的事! 第二季（2019年1月9日 - 3月13日）
- 警視廳生物系 片尾（2017年7月9日 - 9月10日，富士電視台）- 飾演 熊猫角色
- ストリートワイズ・イン・ワンダーランド－事件の方が放っておかない探偵（2018年3月19日，富士電視台）- 飾演 森田
- HiGH & LOW THE WORST EPISODE.O （2019年7月，日本電視台）- 飾演 下田
- 同期的櫻（2019年10月9日 - 12月16日，日本電視台）- 飾演 脇田草真
- FAKE MOTION -卓球の王将- （2020年4月8日 - 5月27日，日本電視台）- 飾演 西郷吉之助
  - FAKE MOTION –たったひとつの願い-（2021年1月20日 - 3月11日）
- 美食偵探 明智五郎 第6集（2020年5月17日，日本電視台）- 飾演 明智六郎
- 如果30歲還是處男，似乎就能成為魔法師（2020年10月8日 - 12月24日，东京电视台）- 飾演 六角祐太
- 戀愛喜劇守則~自卑女與年下男（日语：ラブコメの掟〜こじらせ女子と年下男子〜） （2021年4月8日 - 6月24日，东京电视台）- 飾演 九条惇太
- 無性別男孩熱戀中。 第6集 - 最终回（2021年5月6日 - 6月3日，讀賣電視台 / 日本电视台）- 飾演 舘ささめ
- 反正你也逃不掉（2021年9月16日 - 11月12日， MBS ）- 飾演 余雄彦
- Cross Tail～偵探教室～（日语：クロステイル 〜探偵教室〜）（2022年4月9日 - 5月28日，東海電視台 / 富士电视台）- 飾演 藤巻敦也
- 歡迎光臨自助洗衣店（2022年7月7日 - 9月22日，东京电视台）- 主演 湊晃
  - 歡迎光臨自助洗衣店 第二季（2023年7月6日 - 9月21日，東京電視台）
- 胖子、愛與錯誤！（日语：デブとラブと過ちと!）（2022年11月7日 - 12月26日，TOKYO MX）- 主演 結城圭介
- ひとひらの初恋（2023年3月28日，東京電視台YouTube頻道）- 主演 水島透
- Last Man-全盲搜查官- 第1集（2023年4月23日，TBS）- 飾演 植田明人
- 喧囂飯（日语：かしましめし） 第5集（2023年5月8日，東京電視台）- 飾演 警察官
- 訂閱不倫（日语：サブスク不倫）（2023年11月10日 - 12月15日，MBS） - 飾演 淳弥
- SHUT UP（日语：SHUT UP (テレビドラマ)）（2023年12月4日 - 2024年1月29日，東京電視台） - 飾演 宇野陽太
- ＃居酒屋新幹線2（日语：＃居酒屋新幹線2） 第1集（2024年1月9日，TBS） - 飾演 高橋
- 戀愛戰略會議（日语：恋愛戦略会議）（2024年3月14日，富士電視台） - 飾演 種田颯太
- 策略婚姻～喜歡上了就離婚～（日语：ビジネス婚-好きになったら離婚します-）（2024年5月24日 - 7月19日，MBS） - 主演 堂ノ瀬司（與菅井友香為雙主演）
- 辣妹刺客Everyday!（2024年9月5日 - 11月21日，東京電視台） - 飾演 夏目敬
- 離婚弁護士 スパイダー〜慰謝料争奪編〜 第7集（2024年11月16日，日本电视台） - 飾演 シンゴ
- 最棒的歐巴桑中島春子（日语：最高のオバハン#テレビドラマ） 第3集（2025年1月18日，東海電視台/富士电视台） - 飾演 颯斗
- 晚餐藍調（日语：晩餐ブルース）（2025年1月23日 - 3月27日，東京電視台） - 飾演 蒔田葵
- 法庭之龍 第5集（2025年2月14日，東京電視台） - 飾演 熊倉和輝
- 奇怪的搭檔（2025年4月30日 - 7月16日，MBS）-  飾演 梅原蓮
- 小資女也想釣高富帥（日语：海老だって鯛が釣りたい）（2025年7月3日 - ，中京電視台/日本電視台）- 飾演 三浦拓未

### 电影
- 告白（2010年，东宝）- 饰演 高橋弘輝
- 說謊的男孩與壞掉的女孩（2011年，角川电影）
- 超人力霸王銀河 系列 - 飾演 一条寺友也
  - ウルトラマンギンガ 劇場スペシャル（2013年、松竹）
  - ウルトラマンギンガ 劇場スペシャル ウルトラ怪獣☆ヒーロー大乱戦!（2014年、松竹）
  - 劇場版 ウルトラマンギンガS 決戦!ウルトラ10勇士!!（2015年、松竹）
- サイドライン（2015年10月31日， BS-TBS / Triple Up） - 主演 伊勢信矢
- 兄に愛されすぎて困ってます（2017年6月30日，松竹）- 飾演 美丘千秋
- サクらんぼの恋（2018年10月27日，KATSU-do）- 飾演 相馬大地
- 追愛棉花糖女孩（日语：どすこい!すけひら）（2019年11月1日、Arc Entertainment）- 飾演 湊拓巳
- 電影版 如果30歲還是處男，似乎就能成為魔法師（2022年4月8日，Asmik Ace）- 飾演 六角祐太
- 我們都是宇宙人（日语：みーんな、宇宙人。）（2024年）- 飾演 ヒロト
- 上班族金太郎【魁】編（2025年2月7日）- 飾演 徳永

### 舞台
- 音樂朗讀劇跑女戰國行（2023年8月6日、夜公演）-飾演 羽木九八郎忠清

### CM
- ロッテ 爽（2010年）
- サントリー 胡麻麦茶（2013年）

### 網路劇集
- ひとひらの初恋（2023年3月28日 - 、YouTube 東京電視台官方頻道） - 主演 水島透
- 愛してるって、言いたい（2024年3月15日 - 、FOD） - 飾演 神木竜

### PV
- flumpool「君に届け」（2010年9月29日）
- BREAKERZ「幾千の迷宮で 幾千の謎を解いて」（2017年1月18日）

## 書籍
- NYLON guy JAPAN TAKUYA STYLE BOOK（2018年11月24日）

杂志连载
- nicola男装模特（2009年 - 新潮社）

## 來源
1. ↑  . BARKS.   [2022-09-18]. （原始内容存档于2022-09-22） （日语）.
2. ↑  . ORICON NEWS.   [2022-09-18]. （原始内容存档于2022-09-22）.
3. ↑  . Yahoo!ニュース.   [2022-09-18]. （原始内容存档于2022-09-22） （日语）.